# 希登瓦利 (印地安納州)
希登瓦利（英語：Hidden Valley）是位於美國印地安納州迪爾伯恩縣的一個人口普查指定地區。

## 地理
希登瓦利的座標為39°09′59″N 84°50′30″W / 39.16639°N 84.84167°W，而該地最高點為海拔高度167米（即548英尺）。

## 人口
根據2010年美國人口普查的數據，希登瓦利的面積為11.40平方千米，當中陸地面積為10.70平方千米，而水域面積為0.70平方千米。當地共有人口5387人，而人口密度為每平方千米472.54人。